# Pinnotheroidea
Pinnotheroidea zijn een superfamilie van krabben.

## Families
De volgende families zijn bij de superfamilie ingedeeld:
- Aphanodactylidae Ahyong & P.K.L. Ng, 2009
- Pinnotheridae De Haan, 1833 (Erwtenkrabbetjes)